# Proyecto 635
El Proyecto 635 (en chino: 635工程) es un sistema de canales de transferencia de agua y embalses en la parte norte de la región autónoma uigur de Xinjiang en China. Se transfiere agua desde el río Irtysh (que fluye hacia el Océano Ártico) en varias cuencas endorreicas secas del centro-norte de Xinjiang, donde se utiliza para el riego y el uso general de la población y las industrias. 
El canal es conocido a menudo en las publicaciones chinas simplemente como el "Proyecto para el suministro de agua desde el Irtysh" (引额供水”工程).
De acuerdo con los planificadores chinos, el agua transportada por el canal finalmente riega 140.000 hectáreas de tierra.  Un usuario importante de agua del canal es la industria del petróleo en torno a Karamay. 